# Йохан фон Хелфенщайн
Йохан II фон Хелфенщайн (на немски: Johann II von Helfenstein; † 1367) е благородник от швабския род Хелфенщайн
Той е син на Хайнрих I фон Хелфенщайн, господар на Шпуркенбург († 1312/1313) и съпругата му Мехтилд фон Браунсберг († 1319), дъщеря на Йохан I фон Изенбург-Браунсберг († 1327) и Агнес фон Изенбург-Гренцау († 1316). Внук е на Херман I фон Хелфенщайн († ок. 1294) и Елиза фон Рененберг († сл. 1290).
Брат е на Херман III († 1354/1357), господар на замък Шпуркенбург и Аренберг, Вилхелм, приор в „Св. Кастор“ в Кобленц, Конрад, каноник в „Св. Флорин“ в Кобленц, и Лудвиг, каноник в „Св. Флорин“ и „Св. Кастор“ в Кобленц.

## Фамилия
Йохан II фон Хелфенщайн се жени за Маргарета († сл. 1373). Те имат един син:
- Вилхелм IV фон Хелфенщайн, господар на Мюленбах († 1428), женен пр. 1394 г. за Анна Мойр фон Кеселщат († сл. 1428); имат три сина и една дъщеря